# طوني باك (مصارع رياضي)
طوني باك (بالإنجليزية: Tony Buck) هو مصارع رياضي بريطاني، ولد في 29 ديسمبر 1936.

## وصلات خارجية
- طوني باك على موقع قاعدة بيانات المصارعة الدولية (الإنجليزية)
- طوني باك على موقع أوليمبيديا (الإنجليزية)